# 中央宪兵司令部旧址
中央宪兵司令部旧址又称瞻园路126号建筑，位于中国江苏省南京市秦淮区瞻园路（原道署街）126号，曾与设在瞻园的国民政府内政部和中统局相邻，今为南京航天干部管理学院和中国航天科工集团经济管理研究所。该处原为清代江安督粮道署，太平天国时期毁于战火，1869年重建，民国时相继作为江苏省长官邸、首都戒严司令部和宪兵司令部等。